# Judas (singel)
Judas – drugi singel amerykańskiej piosenkarki Lady Gagi z jej drugiego albumu, Born This Way. Piosenka została wydana 15 kwietnia 2011, 4 dni przed wcześniej planowaną premierą, na oficjalnej stronie artystki. Premiera radiowa w Polsce odbyła się 18 kwietnia 2011 w radiu Eska.

## Artwork
Okładka utworu została stworzona przez Lady Gagę. Przedstawia czarno-czerwone tło z tytułem utworu w kolorze czerwonym na górze i czerwony krzyż chrześcijański z sercem w środku na dole.

Lady Gaga wykonująca Judas w programie Good Morning America.

## Treść
Piosenka opowiada o kobiecie, która zakochała się w nieodpowiednim mężczyźnie. Temat przewodni jest podobny do poprzednich utworów artystki: "LoveGame", "Bad Romance" i "Alejandro". Lady Gaga potwierdziła, że piosenka ma związek z biblijnym Judaszem Iskariotą, a ona sama wciela się w postać Marii Magdaleny.

## Teledysk
Klip do utworu został nakręcony 2-3 kwietnia i wyreżyserowany wspólnie przez Lady Gagę i Laurieann Gibson. Występuje w nim aktor Norman Reedus. Premiera teledysku miała miejsce 5 maja 2011 roku.
O reżyserowaniu i kręceniu klipu artystka powiedziała: "To najbardziej ekscytujący moment artystyczny w mojej karierze. Najwspanialsza praca, jaką wykonałam".
Fabuła teledysku ukazuje Gagę rozdartą między uduchowionym przywódcą gangu motocyklowego Jezusem a agresywnym, ale pociągającym Judaszem. W refrenie piosenkarka śpiewa o swojej miłości do Judasza: "I’m just a Holy fool, oh baby he’s so cruel.
But still I'm love with Judas, baby."
Klip wywołał kontrowersje związane z Gagą grającą Marię Magdalenę i Normana Reedusa grającego Judasza – Catholic League zarzuciła artystce m.in. fakt, że kontrowersyjny teledysk miał początkowo ukazać się tuż przed świętami wielkanocnymi. W ostateczności premiera odbyła się po Wielkanocy.

## Lista utworów
Digital download
1. "Judas" – 4:09

Judas – The Remixes Part 1
1. "Judas" (Goldfrapp Remix) – 4:42
2. "Judas" (Hurts Remix) – 3:56
3. "Judas" (Mirrors Une Autre Monde Mix – Nuit)– 6:14
4. "Judas" (Guena LG Club Remix) – 7:40

Judas – The Remixes Part 2
1. "Judas" (Royksopp's European Imbecile Mix)– 3:51
2. "Judas" (John Dahlback Remix) – 6:00
3. "Judas" (Chris Lake Remix) – 5:09
4. "Judas" (R3HAB Remix) – 4:56
5. "Judas" (Mirrors Une Autre Monde Mix–Jour) – 4:17

Judas – CD Single
1. "Judas" – 4:09
2. "Born This Way" (Twin Shadow Remix) – 4:06

Judas – The Remixes CD
1. "Judas" (Goldfrapp Remix) – 4:42
2. "Judas" (Hurts Remix) – 3:56
3. "Judas" (Mirrors Une Autre Monde Mix – Nuit)– 6:14
4. "Judas" (Guena LG Club Remix) – 7:40
5. "Judas" (John Dahlback Remix) – 6:00
6. "Judas" (Chris Lake Remix) – 5:09
7. "Judas" (R3HAB Remix) – 4:56

Judas – (additional) Remix
1. "Judas" (Thomas Gold Remix) – 5:32 [available on iTunes and Born This Way (Limited Edition USB Drive)]
2. "Judas" (Royksopp's 30 Pieces Remix) – 9:18 [available on iTunes]
3. "Judas" (Desi Hits! Salim & Sulaiman Remix) – 4:21 [available on Born This Way (Limited Edition USB Drive)]

## Notowania i certyfikaty
| Notowanie                             | Max. pozycja |
| ------------------------------------- | ------------ |
| Australia (Singles Chart)             | 6            |
| Austria (Singles Chart)               | 6            |
| Belgia (Singles Chart - Flanders)     | 6            |
| Czechy (Airplay Chart)                | 19           |
| Dania (Singles Chart)                 | 10           |
| Finlandia (Singles Chart)             | 3            |
| Francja (Singles Chart)               | 7            |
| Hiszpania (Singles Chart)             | 6            |
| Irlandia (Singles Chart)              | 4            |
| Japonia (Hot 100)                     | 3            |
| Kanada (Canadian Hot 100)             | 8            |
| Niemcy (Singles Chart)                | 23           |
| Norwegia (Singles Chart)              | 3            |
| Nowa Zelandia (Singles Chart)         | 13           |
| Polska (Polish Airplay)               | 3            |
| Szwecja (Singles Chart)               | 3            |
| Stany Zjednoczone (Billboard Pop 100) | 10           |
| Wielka Brytania (Singles Chart)       | 8            |
| Węgry (Airplay Chart)                 | 3            |

| Kraj                   | Certyfikat | Sprzedaż |
| ---------------------- | ---------- | -------- |
| Australia (ARIA)       | Platyna    | 70 000+  |
| Francja                |            | 75 000+  |
| Hiszpania (PROMUSICAE) | Złoto      | 20 000+  |
| Japonia (RIAJ)         | Złoto      | 100 000+ |
| Nowa Zelandia (RMNZ)   | Złoto      | 7 500+   |
| Stany Zjednoczone      |            | 973 000+ |
| Szwecja (GLF)          | Platyna    | 40 000+  |
| Włochy (FIMI)          | Złoto      | 15 000+  |
| Wielka Brytania (BPI)  | Srebro     | 200 000+ |